# Ścinawa
Ścinawa (česky Stínava, německy Steinau an der Oder, latinsky Stinavia) je město v Polsku v Dolnoslezském vojvodství v okrese Lubin. Je sídlem městsko-vesnické gminy Ścinawa. Nachází se také v nadmořské výšce přibližně 100 m. v mezoregionech Wysoczyzna Lubińska a Obniżenie Ścinawskie a na řekách Zimnica a Odra v historickém regionu Dolní Slezsko. V roce 2023 zde žilo 5 304 obyvatel.

## Historie
První písemná zpráva o městě pochází z roku 1202 a odkazuje na vesnici vlastněnou klášterem v Trzebnici. Městská práva získala Ścinawa v letech 1248 až 1259 v rámci Hlohovského knížectví od Konráda I. Hlohovského. Město bylo mnohokrát zničeno. Ve své historii byla Ścinawa hlavním městem samostatného nezávislého knížectví. Roku 1492 se město stalo součástí zemí Koruny české. Konec rozvoje města přinesla třicetiletá válka, během níž byla Ścinawa téměř úplně zničena. Dne 11. října 1633 svedla císařská armáda pod velením vévody Albrechta z Valdštejna bitvu se švédskou armádou, která skončila drtivou porážkou Švédů. V osmnáctém století bylo město vypleněno Švédy a v letech 1740-1742 se Ścinawa dostala pod nadvládu Pruska. Velký požár, který město zasáhl v roce 1834, zničil mnoho budov ve městě a opět zbrzdil rozvoj města. Ścinawa se ekonomicky zotavila až na konci 19. století. Železniční trať zde byla od roku 1874. Další pád města byl způsoben druhou světovou válkou, kdy byla Ścinawa přeměněna na vojenskou pevnost představující opěrný bod odporu Wehrmachtu v Dolním Slezsku. Na předměstích bylo postaveno mnoho obranných bunkrů aj. vojenských objektů. Po těžkých bojích byla 31. ledna 1945 Ścinawa dobyta Rudou armádou. Boje připomíná tank T-34, který je umístěn poblíž nábřeží Odry. V roce 1946 byli německy mluvící obyvatelé vysídleni do Německa. Současný polský název byl administrativně schválen 7. května 1946.

## Zajímavosti
- Fragmenty městských hradeb
- Hrad Zamek w Ścinawie
- Kostel Kościół Podwyższenia Krzyża Świętego w Ścinawie
- Mosty přes Odru (např. Silniční most přes Odru) a nádraží
- Náměstí Rynek s věží radnice a vodní světelnou Fontánou
- Židovský hřbitov Cmentarz żydowski w Ścinawie

## Doprava
Město má nádraží na trati Linia kolejowa nr 273 Wrocław Główny – Szczecin Główny. Městem také vede Rowerowy Szlak Odry (Cyklistická trasa řeky Odry).

## Galerie

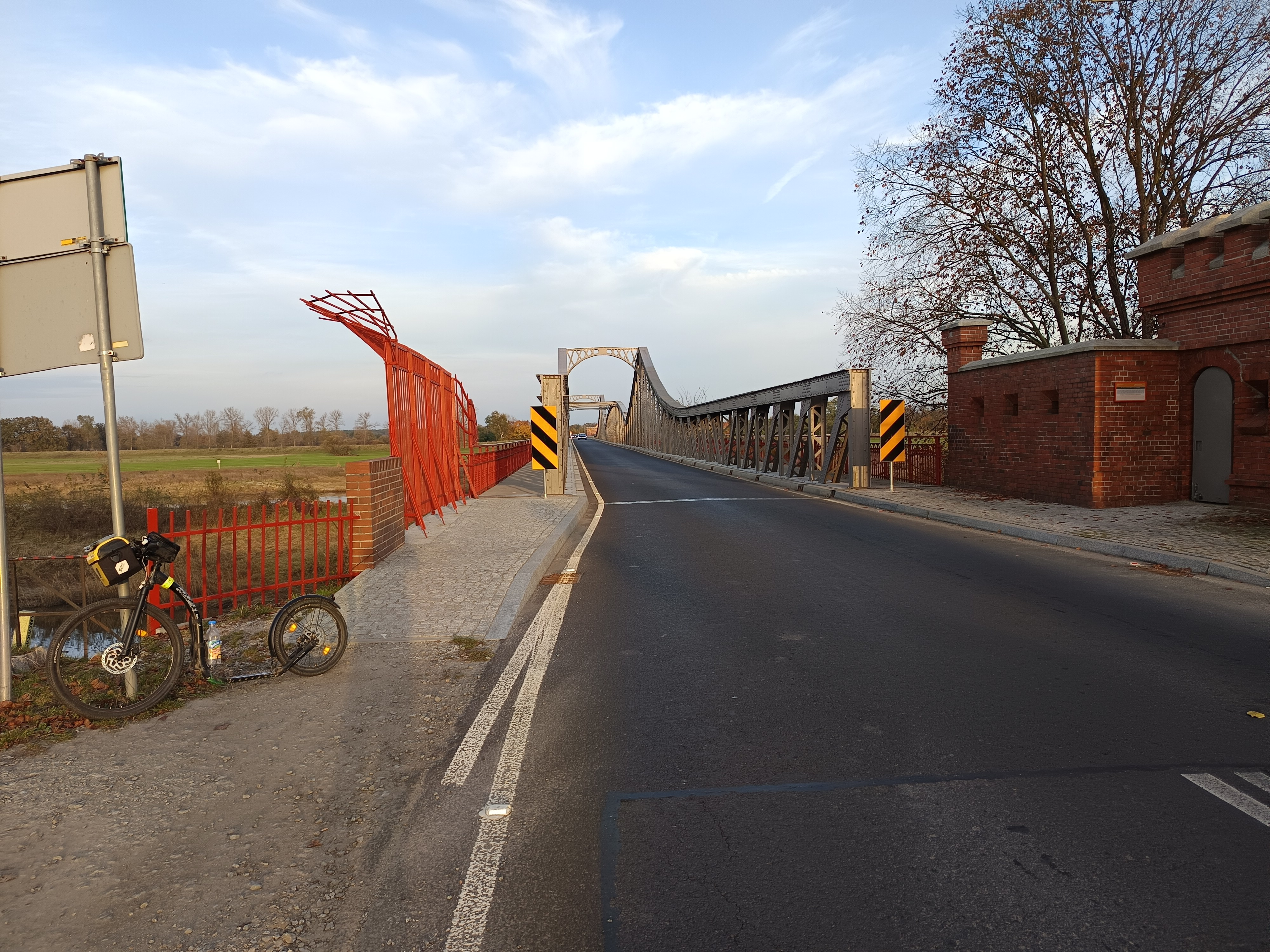
Silniční most přes Odru (Ścinawa)
Tank T-34 (Czołg T-34)
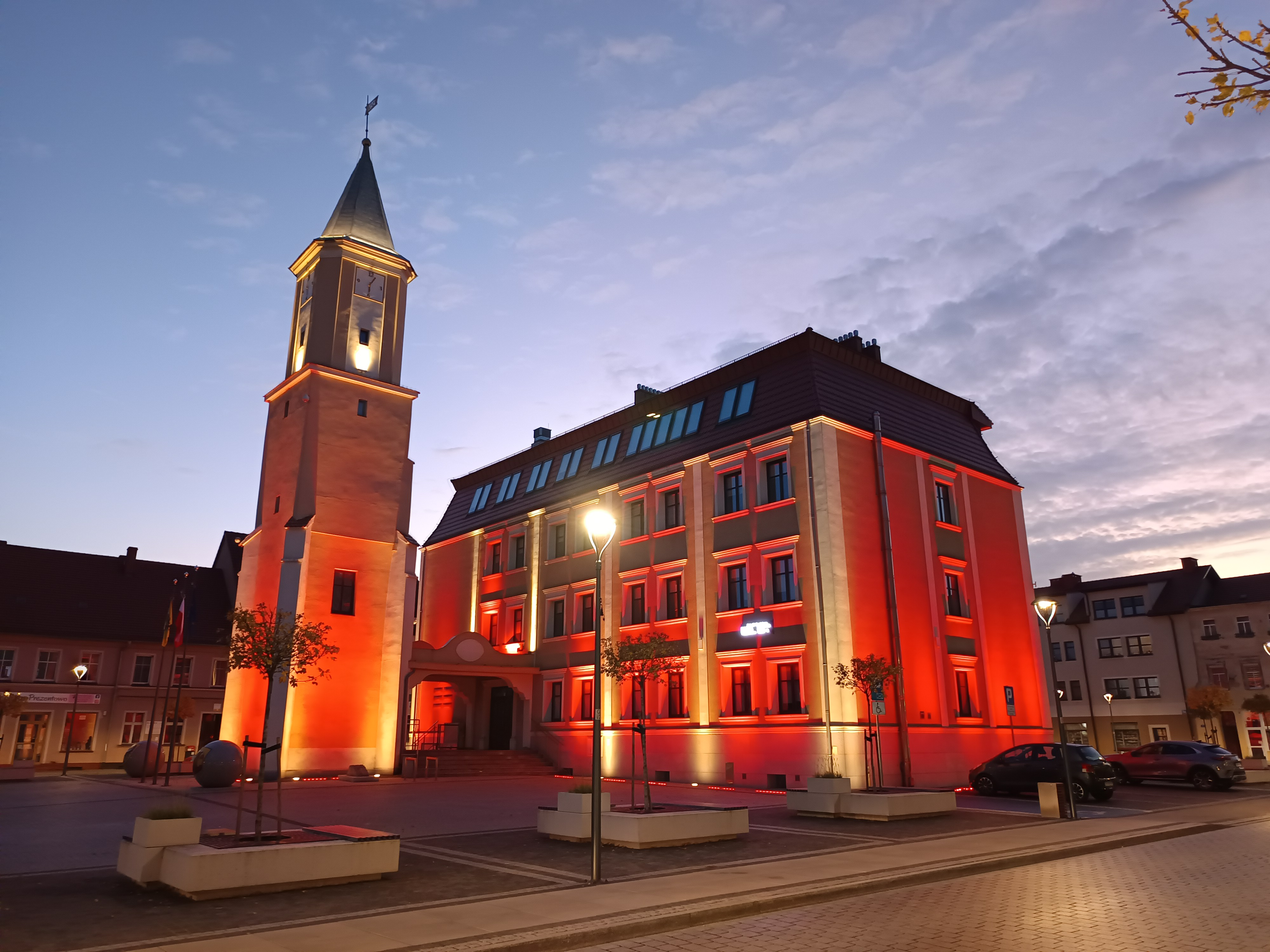
Radnice na náměstí Rynek
Informační panely na náměstí Rynek
Informační panely na náměstí Rynek
Informační panely na náměstí Rynek
Informační panely na náměstí Rynek
Informační panely na náměstí Rynek
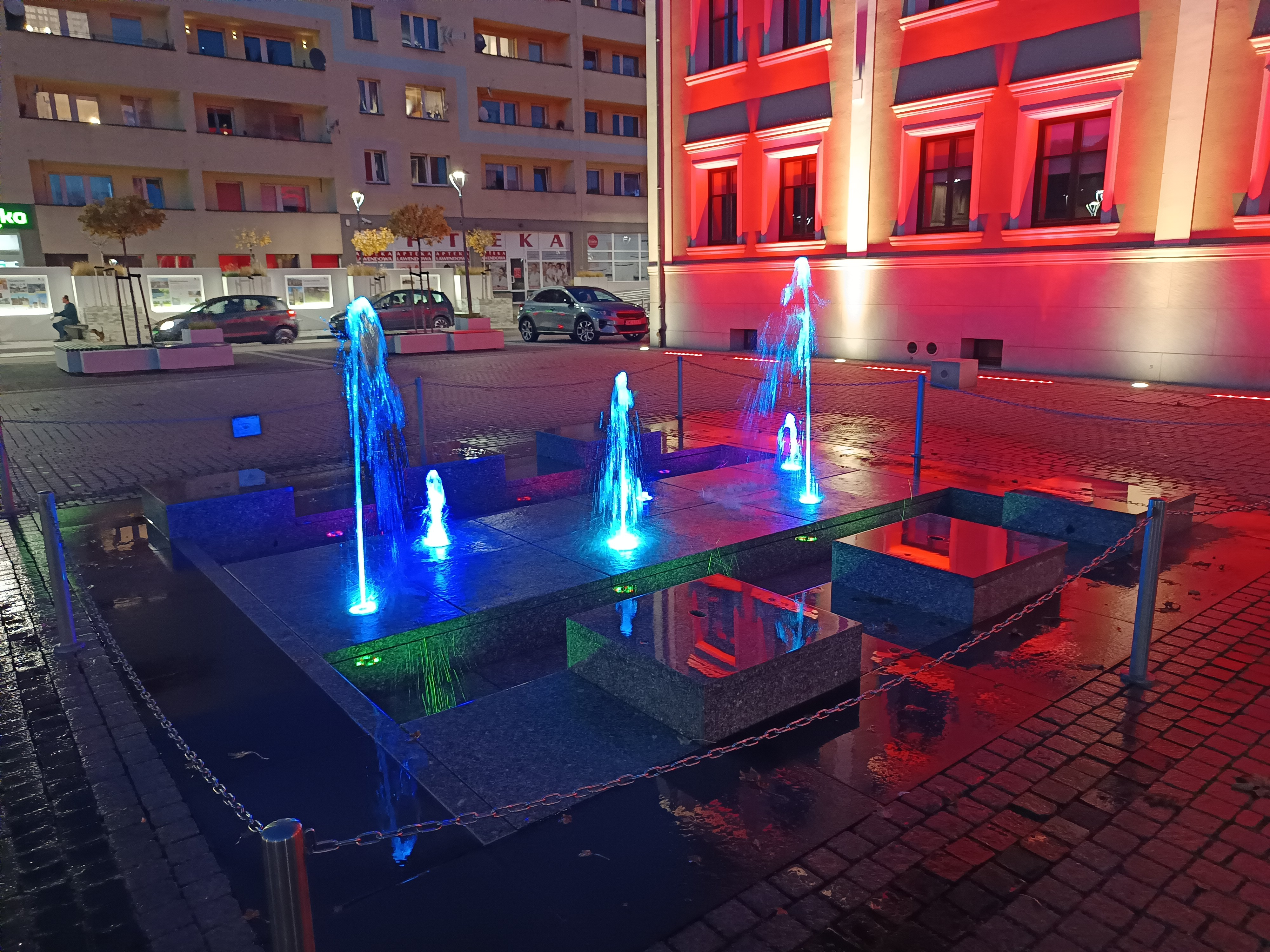
Fontána (Ścinawa)
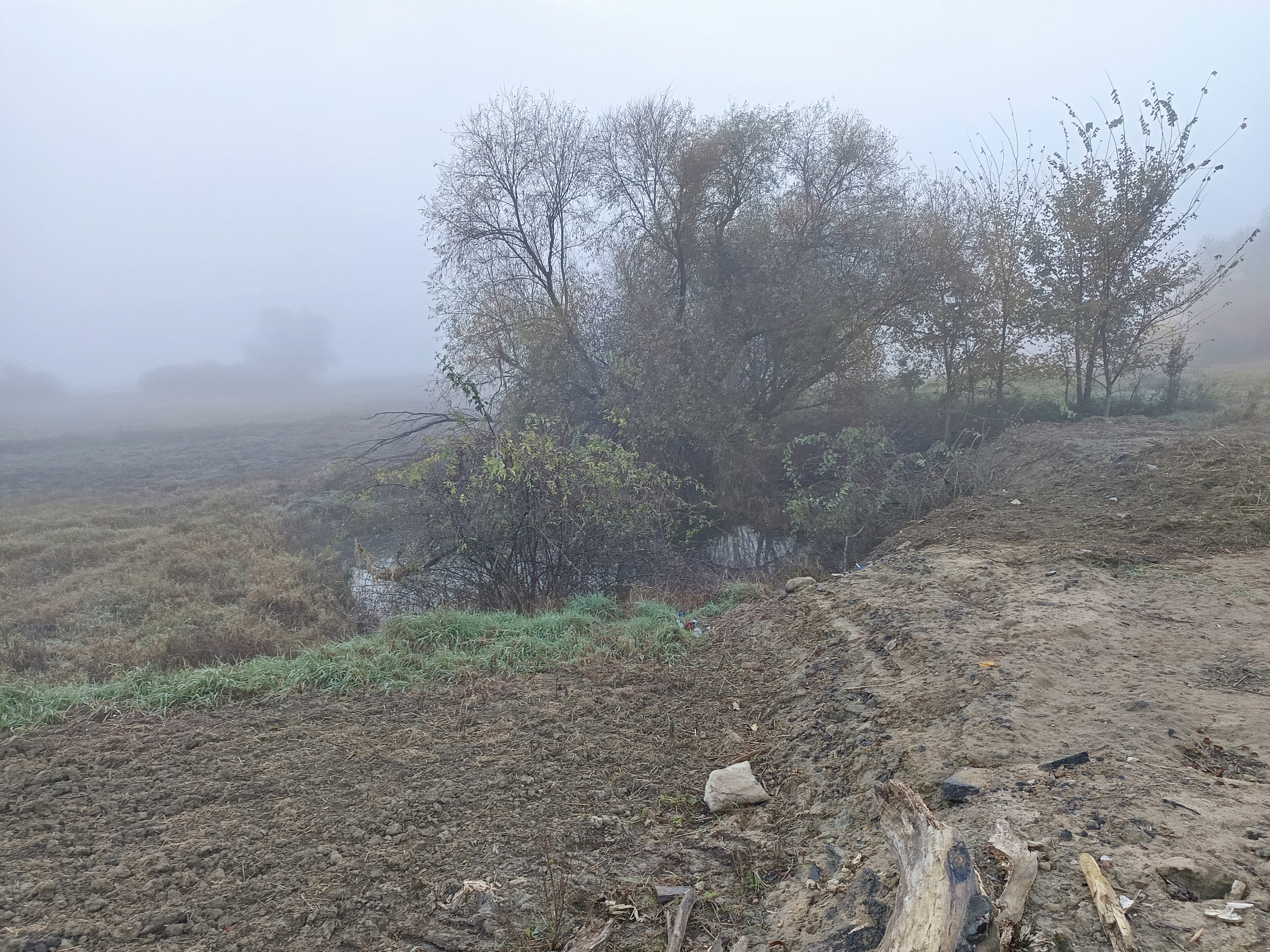
Ścinawskie Bagna